# Carolyn Adams
Carolyn Adams (Nueva York, Estados Unidos, 16 de agosto de 1944) bailarina y maestra de ballet estadounidense.
Adams nació en la ciudad de Nueva York pero fue criada en Harlem. Estudió danza en la Escuela de Danza de Martha Graham y en 1965 pasó a formar parte de la Compañía de baile Paul Taylor, siendo la única miembro afrodescendiente por aquel momento.
Adams ganó reconocimiento como bailarina y dictó talleres de composición coreográfica en Londres y Dinamarca. En 1973, mientras continuaba su carrera como bailarina, fundó junto a su hermana Julie Adams Strandberg, la Harlem Dance Fundation; una fundación que iniciaría una escuela multipropósito en donde se la enseñaba danza a los niños y a la vez era un centro de arte para personas de todas las edades.
Es docente de la Juilliard School y curador del American Dance Legacy Institute.
Se desempeñó como asesor artístico del Festival de Danza Jacob Pillow. También formó parte del Consejo de las Artes del Estado de Nueva York y de la Fundación Nacional para el avance de las Artes.